# Pascal Chimbonda
Pascal Chimbonda (Les Abymes, 21 februari 1979) is een Franse betaald voetballer die bij voorkeur als centrale verdediger of als rechtsback speelt. In mei 2006 debuteerde hij in het Frans voetbalelftal.

## Carrière
Hij debuteerde bij Réal-Club uit Port Louis in Guadeloupe waar hij tot zijn negentiende speelde. De eerste profclub van Chimbonda was Le Havre in 1999, waarvoor hij tegen RC Strasbourg zijn debuut maakte op 29 april 2000. Hij verbleef vier jaar bij de club waarmee hij degradeerde uit de Ligue 1, om vervolgens te spelen bij SC Bastia. Nadat Bastia degradeerde in 2005 verkaste Chimbonda naar Wigan Athletic FC. Hij tekende er voor drie jaar en de transfersom bedroeg € 875.000. 2005/2006 was zijn eerste seizoen in de Premier League, waarin hij direct werd gekozen als beste rechtsback van de competitie, voor Gary Neville, Steve Finnan en Paulo Ferreira. Op de laatste speeldag van het seizoen 2005/2006 wilde hij een transfer forceren na de verloren wedstrijd tegen Arsenal FC. Wigan vertelde Chimbonda dat hij alleen voor een hoog bedrag wegmocht. Tottenham Hotspur bood € 3,5 miljoen en daarna € 5,25 miljoen, maar beide biedingen werd geweigerd door Wigan. Op 31 augustus 2006 vertrok hij voor ongeveer € 7 miljoen toch naar de Spurs.
Chimbonda maakte zijn debuut voor het Franse nationale team in een vriendschappelijke wedstrijd tegen Denemarken op 31 mei 2006. Drie minuten voor tijd viel hij in voor Willy Sagnol. Hij werd geselecteerd voor het WK 2006, maar kwam daarop niet in actie.
Op 12 maart 2008 miste Chimbonda een cruciale penalty in een strafschoppenreeks aan het eind van een wedstrijd tegen PSV in de UEFA Cup. Hij schoot naast het doel van Gomes, waardoor PSV Tottenham uitschakelde. In de zomer van 2008 ging Chimbonda naar Sunderland AFC, om een half jaar later terug te keren bij Tottenham.
Hij tekende in augustus 2009 een tweejarig contract bij Blackburn Rovers FC, dat hem voor een niet bekendgemaakt bedrag overnam van Tottenham Hotspur FC. Op 20 januari 2011 werd zijn contract ontbonden, een dag later tekende hij bij Queens Park Rangers. In september 2011 werd bekend dat Chimbonda een contract voor een seizoen heeft getekend bij Doncaster Rovers, dat uitkomt op het tweede niveau in Engeland.
In het seizoen 2012/13 zat hij zonder club. Diverse stages leverden geen contract op en in augustus ging op op amateurbasis bij  Market Drayton Town FC spelen. Zonder in actie te komen tekende hij in oktober 2013 tot het einde van het kalenderjaar bij Carlisle United FC. Dat werd verlengd tot het einde van het seizoen waarna hij wederom zonder club zat. In oktober 2014 verbond hij zich aan AC Arles-Avignon waar zijn contract in februari 2015 ontbonden werd.

## Clubstatistieken
| Seizoen | Club                | Duels | Goals | Competitie                   |
| ------- | ------------------- | ----- | ----- | ---------------------------- |
| 1999/00 | Le Havre            | 2     | 0     | Ligue 1                      |
| 2000/01 | Le Havre            | 32    | 1     | Ligue 1                      |
| 2001/02 | Le Havre            | 27    | 2     | Ligue 1                      |
| 2002/03 | Le Havre            | 23    | 2     | Ligue 1                      |
| 2003/04 | SC Bastia           | 31    | 1     | Ligue 1                      |
| 2004/05 | SC Bastia           | 36    | 3     | Ligue 1                      |
| 2005/06 | Wigan Athletic      | 37    | 2     | Premier League               |
| 2006/07 | Wigan Athletic      | 1     | 0     | Premier League               |
| 2006/07 | Tottenham Hotspur   | 33    | 1     | Premier League               |
| 2007/08 | Tottenham Hotspur   | 32    | 2     | Premier League               |
| 2008/09 | Sunderland          | 13    | 0     | Premier League               |
| 2008/09 | Tottenham Hotspur   | 4     | 0     | Premier League               |
| 2009/10 | Blackburn Rovers    | 24    | 1     | Premier League               |
| 2010/11 | Blackburn Rovers    | 7     | 0     | Premier League               |
| 2011    | Queens Park Rangers | 3     | 0     | Football League Championship |
| 2011    | Queens Park Rangers | 3     | 0     | Football League Championship |
| 2011/12 | Doncaster Rovers    | 16    | 0     | Football League Championship |
| 2013    | Market Drayton Town | 0     | 0     | Northern Premier League      |
| 2013/14 | Carlisle United     | 26    | 0     | Football League One          |
| 2014/15 | AC Arles-Avignon    | 4     | 0     | Ligue 2                      |

## Erelijst
Queens Park Rangers
- Football League Championship

2011